# Rosenkranz (Heraldik)

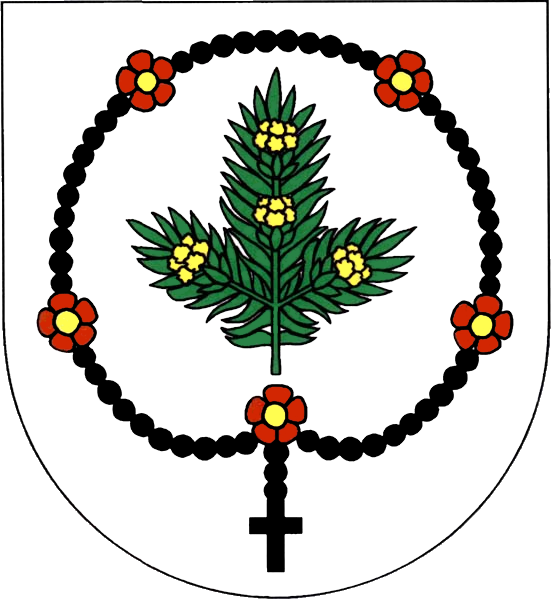
Rosenkranz im Wappen von Mníšek

Der Rosenkranz, auch Paternoster oder Rosenschapel bezeichnet, der bereits seit dem 14. Jahrhundert in der römisch-katholischen Kirche verwendet wird, ist auch eine Wappenfigur in der Heraldik.
Dargestellt wird im Wappen der Rosenkranz aus Perlen oder, vom Namen abgeleitet, mit Rosen bestehend. Selten ist das Sakramentale der einzige Gegenstand im Wappen oder Wappenfeld. Es wird oft ein Pilgerstab dazugestellt. Vorrangig schmückt der Rosenkranz Wappen von Prioren und Prälaten. In der kirchlichen Heraldik ist der Gebrauch häufiger. Der Rosenkranz wird auch um den Schild gehängt. Eine vorherrschende Tingierung ist nicht erkennbar.
Die Wappenfigur lässt auch redende Wappen mit dem Namen Rosenkranz zu. 